# 大学楼 (布朗大学)
大学楼（英語：University Hall）是布朗大学第一座也是最古老的一座建筑，始建于1770年。坐落于其在罗德岛州普罗维登斯市学院山的校园内。由于其在美国历史和建筑史上的重要性被列入美国国家史迹名录、
美国国家历史地标和美国国家历史名胜构成建筑。

## 历史
在1770年大楼完工时，原名为“学院大厦”（College Edifice），得名于布朗大学当时的名称“罗德岛和普罗维登斯庄园殖民地学院”（College in the Colony of Rhode Island and Providence Plantations）。该楼的建造地点选在了当地有名望的布朗家族（the Brown Family）的土地上。
1770年2月17日，学院大厦的建筑委员会在普罗维登斯当地报纸上刊登了请求木材等捐助的告示，并受到纽波特市巨贾艾伦·洛皮兹（Aaron Lopez）的积极响应。老尼古拉斯·布朗（Nicholas Brown Sr.）和其他布朗家族成员领导了整个建筑过程并将此建筑占有的土地捐赠给了学院。摩根·爱德华（Morgan Edwards）赞美的大楼的选址“拥有开阔的视野和混合着斑驳的高地、山谷、树林和平原的壮丽景色”。他还有感而发地说这个选址“简直是为缪斯女神量身打造的”。
在首任校长詹姆斯·曼宁（James Manning）任内，美国独立战争爆发，该楼遂被用作罗尚博伯爵领导的法国军队和华盛顿将军领导的美国军队的兵营。法国军队离开后，曼宁校长向罗德岛州议会请愿说：
“学院大厦在1776年12月至次年秋天海军和陆军抵达时首次被征用，用作美国军队的兵营和医院。1780年5月10日大楼归还给学院，但不久后又被州政府转给法军作为医院，直至上周将钥匙移交给了副州长先生。............原本完好的大楼在被军队占有期间遭到了严重的损坏。 ”
在1805年学院更名为布朗大学后，1823年学院大厦正式更为现名“大学楼”。
在20世纪早期的大楼的大修中，穹顶被恢复至建造之初的风貌。1940年，整修一新的大学楼重新举行了一次落成典礼，时任法国驻美大使圣昆汀（René Doynel de Saint-Quentin）和普林斯顿大学校长哈罗德·多德斯（Harold W. Dodds）应邀出席，并追忆法国和普林斯顿大学对布朗大学建立的帮助。
该楼在布朗大学200余年历史中被用作许多不同的用途。目前，它是布朗大学行政中枢的所在地，包括在大楼一层的校长办公室。
作为对其在18世纪校园建筑中起到的典范作用的肯定和其与著名教育家贺拉斯·曼的职业生涯的紧密的联系，大楼在1962年被收录为美国国家历史地标。

## 图集

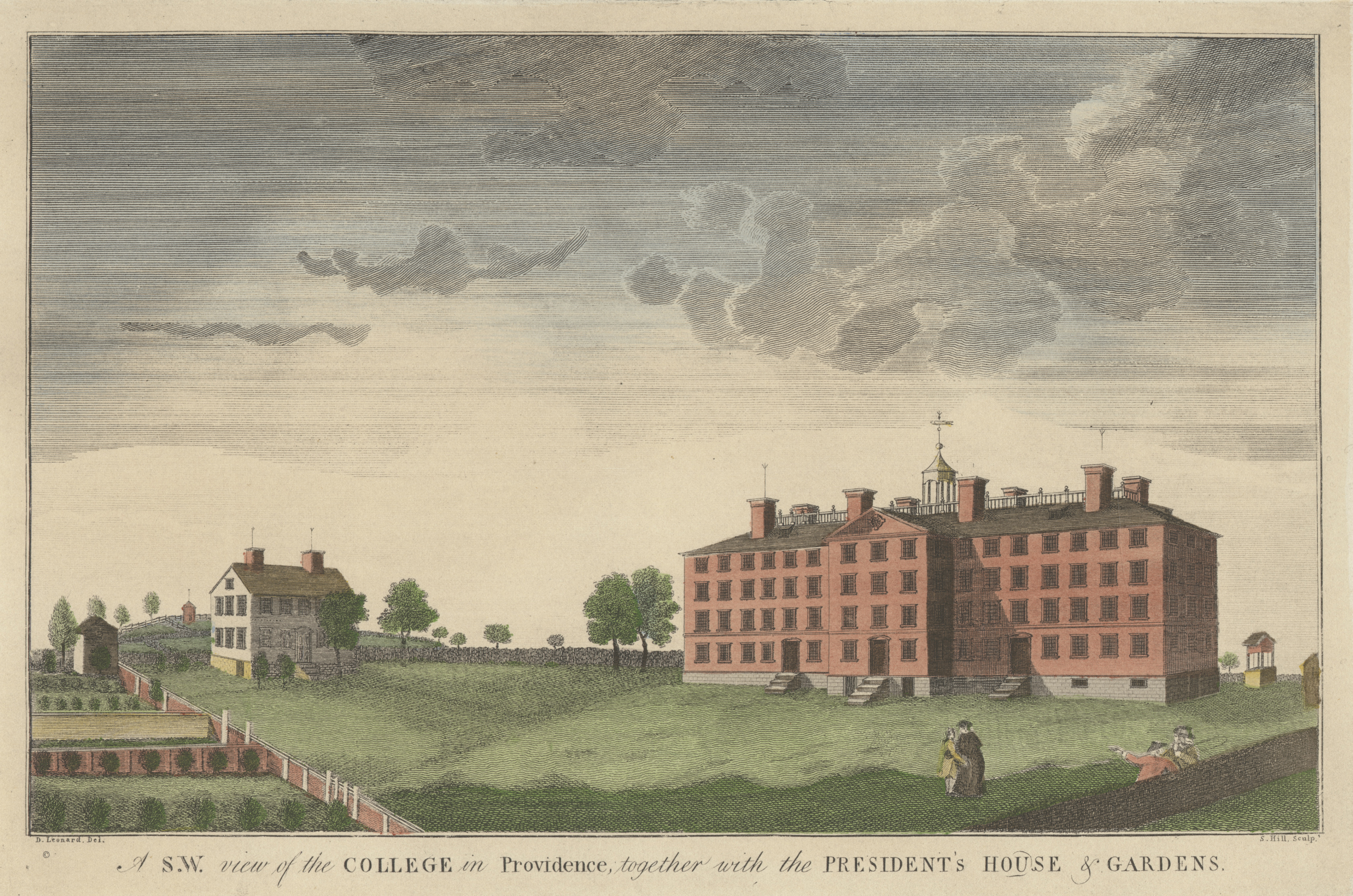
第一幅存世的大学楼版画（1792年）
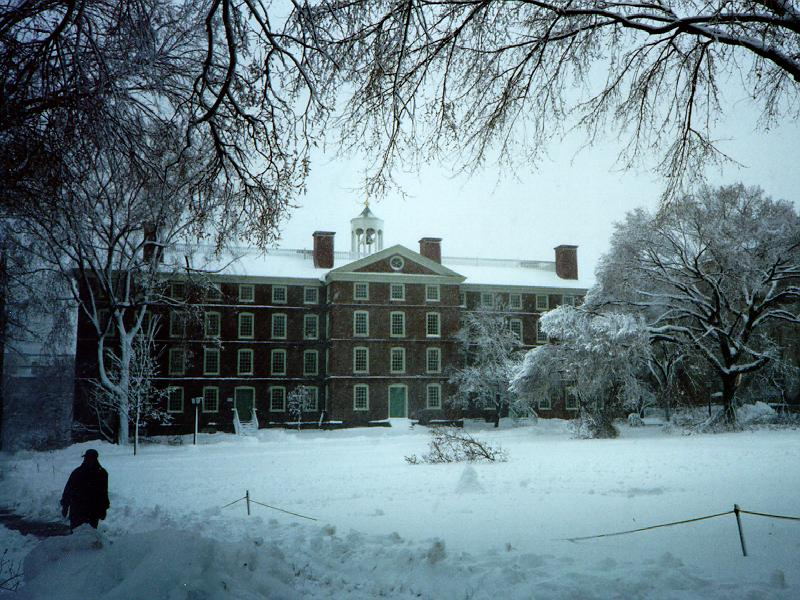
冬天景色（1997年）
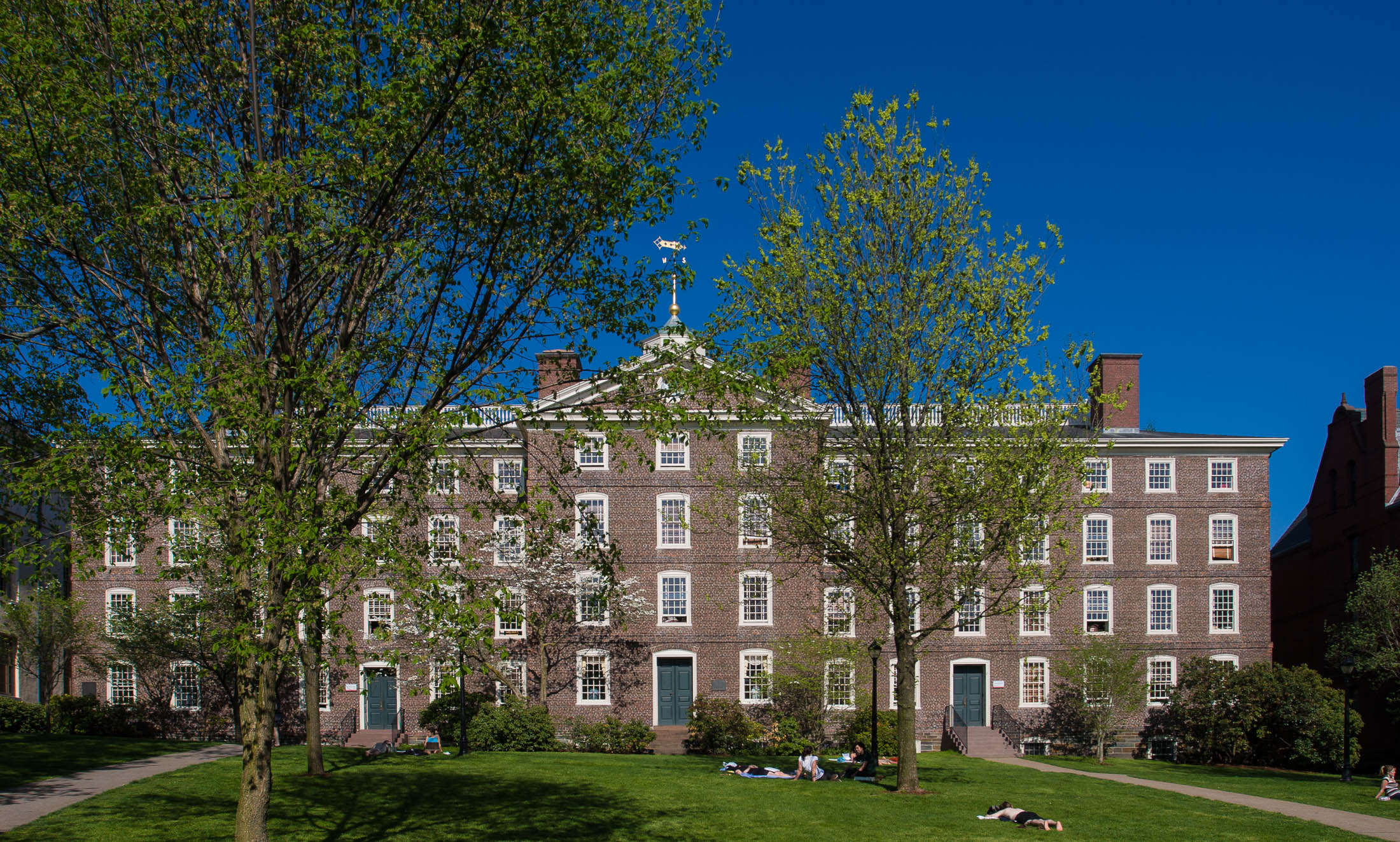
春天景色（2007年）
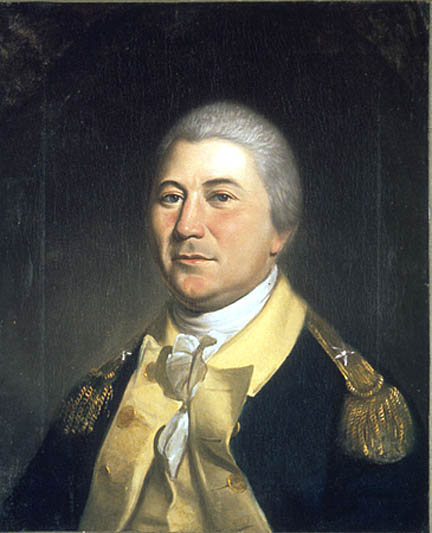
James Mitchell Varnum
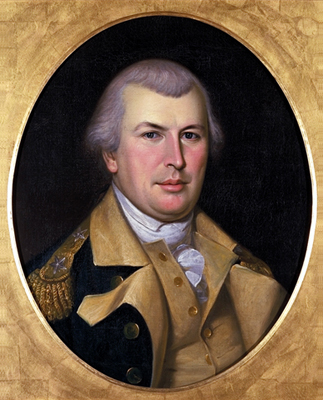
纳瑟内尔·格林
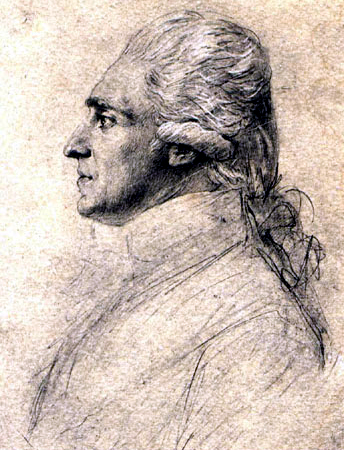
罗尚博伯爵
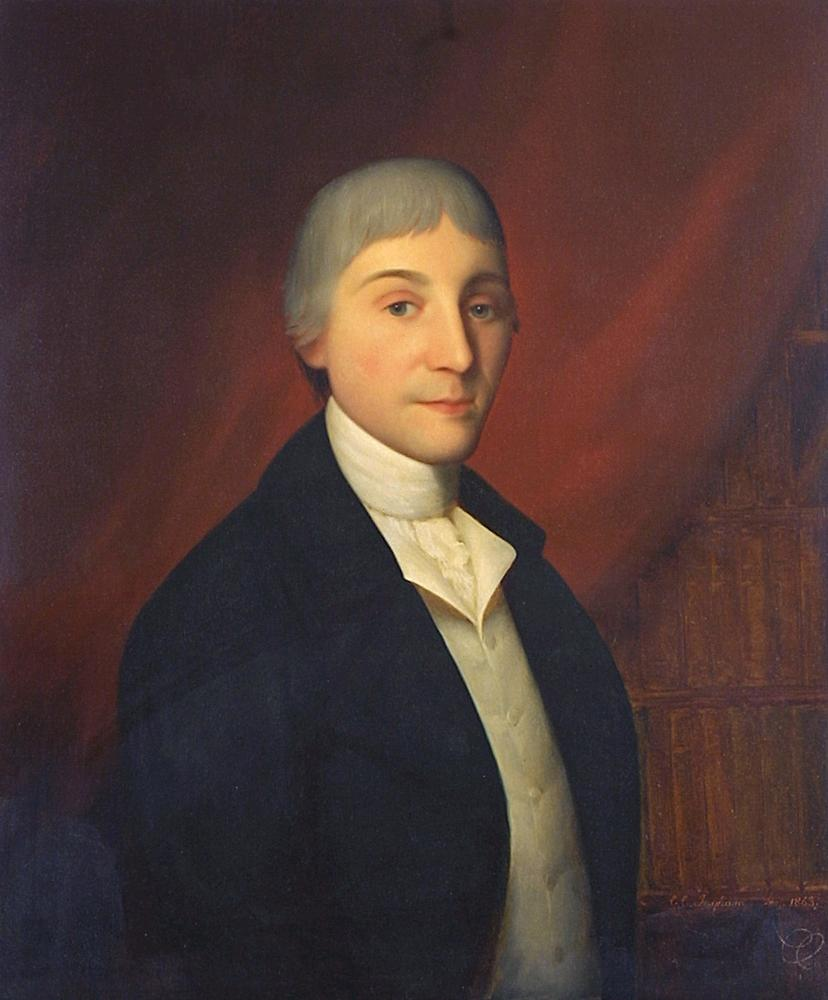
Solomon Drowne
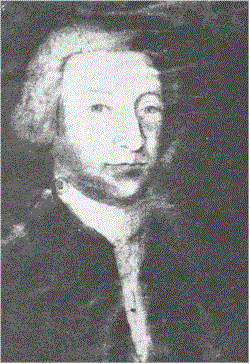
Aaron Lopez